# Tarf Water (vattendrag i Storbritannien, lat 54,90, long -4,60)
Tarf Water är ett vattendrag i Storbritannien.   Det ligger i riksdelen Skottland, i den centrala delen av landet, 500 km nordväst om huvudstaden London.